# Perito in elettrotecnica e automazione
Il  perito Industriale in elettrotecnica e automazione è una figura professionale specializzata nel settore dell'elettronica e dell'elettrotecnica. Il percorso di studi, sviluppato nell'ambito dell'ordinamento scolastico italiano vigente sino alla riforma scolastica Gelmini, si articolava in un biennio comune e un triennio di specializzazione.

## Profilo professionale
Il corso di studi per fornisce nozioni per sapere affrontare i problemi specifici del settore elettrico in termini sistemici.Agli attuali diplomati non spetta più il titolo di perito industriale , ma viene rilasciato un diploma di istruzione tecnica con indicazione di indirizzo ed articolazione frequentata. Pertanto deve essere in grado di:
- analizzare e dimensionare reti elettriche lineari e non lineari;
- analizzare le caratteristiche funzionali dei sistemi, anche complessi, di generazione, conversione, trasporto e utilizzazione dell'energia elettrica;
- partecipare al collaudo, alla gestione e al controllo di sistemi elettrici anche complessi, sovrintendendo alla manutenzione degli stessi;
- progettare, realizzare e collaudare piccole parti di sistemi elettrici, con particolare riferimento ai dispositivi per l'automazione;
- progettare, realizzare e collaudare sistemi elettrici semplici, ma completi, valutando, anche sotto il profilo economico, la componentistica presente sul mercato;
- descrivere il lavoro svolto, redigere documenti per la produzione dei sistemi progettati e scriverne il manuale d'uso;
- comprendere manuali d'uso, documenti tecnici vari e redigere brevi relazioni in lingua inglese.[2]
- redigere dichiarazioni di rispondenza per impianti realizzati tra il 13 marzo 1990 e  il 27 marzo 2008 (data di entrata in vigore del D.M. 22 gennaio 2008 n° 37) laddove la conformità non sia stata prodotta o non sia più reperibile. (il professionista deve essere iscritto all'albo dei Periti Industriali da almeno cinque anni, ex D.M. 37/08)

## Materie

### III anno
Religione o attività alternative; Lingua e lettere italiane; Storia ed educazione civica; Lingua inglese; Matematica; Elettrotecnica e laboratorio; Elettronica; Meccanica e macchine; Sistemi automatici; Tecnologia, disegno e progettazione [ ora con la riforma TPSEE (Tecnologia e Progettazione di Sistemi Elettrici ed Elettronici)] ; Educazione fisica.

### IV anno
Religione o attività alternative; Lingua e lettere italiane; Storia ed educazione civica; Economia industriale con elementi di diritto; Lingua inglese; Matematica; Elettrotecnica e laboratorio; Elettronica; Sistemi automatici; Impianti elettrici; Tecnologia, disegno e progettazione;Educazione fisica 

### V anno
Religione o attività alternative; Lingua e lettere italiane; Storia ed educazione civica; Economia industriale con elementi di diritto; Lingua inglese; Matematica; Elettrotecnica e laboratorio; Sistemi automatici; Impianti elettrici; Tecnologia, disegno e progettazione; Educazione fisica.